# Maestrazgo
El Maestrazgo (en valenciano El Maestrat) es una comarca histórica española que se extiende por el norte de la provincia valenciana de Castellón y el sureste de la provincia aragonesa de Teruel. El nombre Maestrazgo deriva del término maestre, ya que estos territorios se encontraban bajo la jurisdicción del gran maestre de las órdenes militares del Temple, San Juan y Montesa.

## División territorial

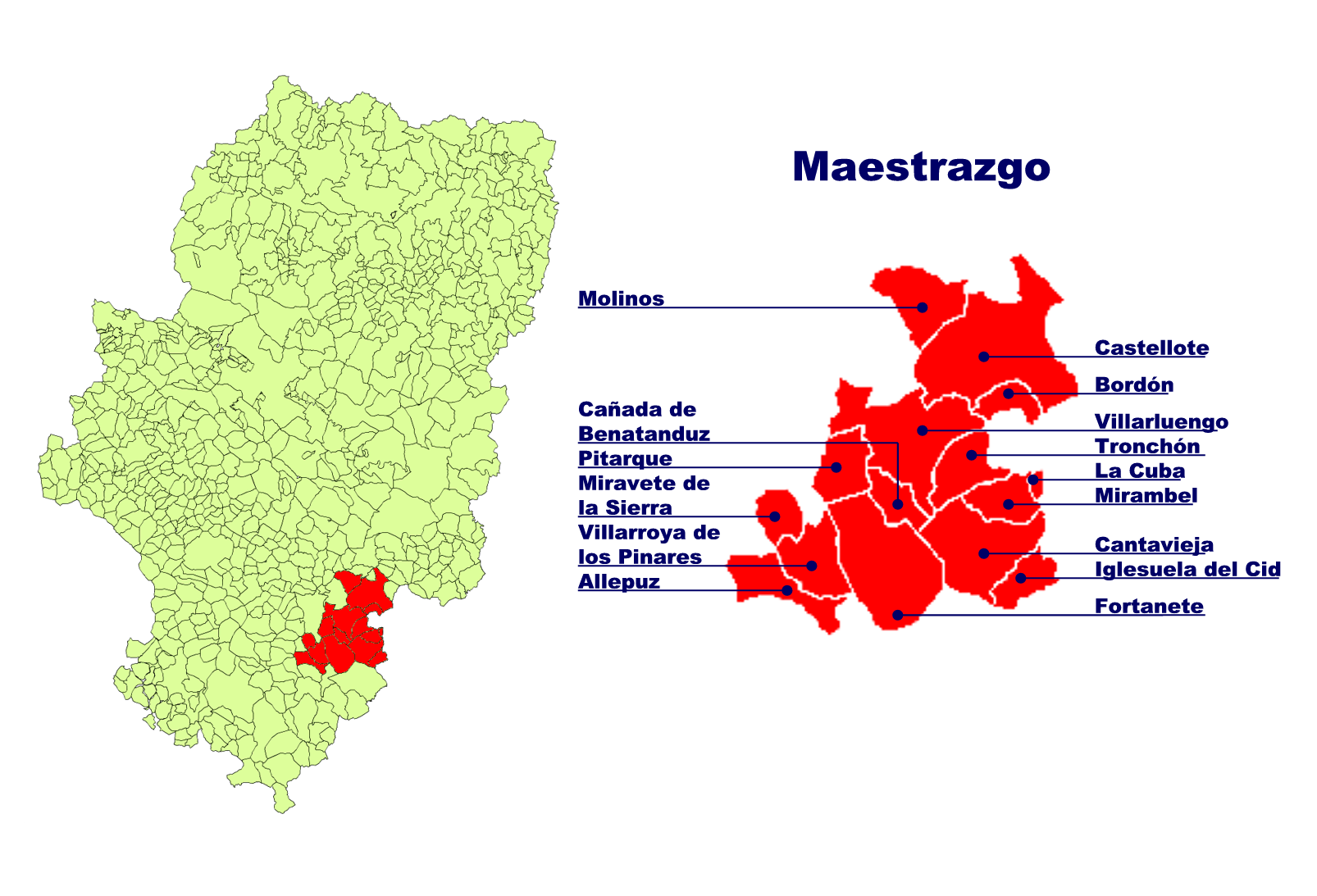
Maestrazgo turolense (comarca oficial en Aragón desde 1999)
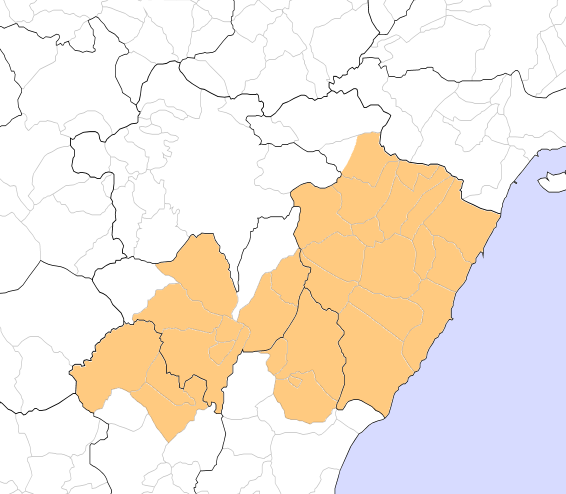
Maestrazgo castellonense

En la provincia de Castellón, el Maestrazgo lo constituyen tres demarcaciones territoriales demarcadas de segundo grado, según el Decreto del Gobierno Valenciano número 170 de 28 de octubre de 1985, y asimiladas coloquialmente a las comarcas del Bajo Maestrazgo con su capital en Vinaroz, Alto Maestrazgo con su capital en Albocácer y Los Puertos de Morella con su capital en Morella. Sin embargo, el territorio histórico del Maestrazgo en Castellón también abarca poblaciones del Alcalatén y la Plana Alta.
En la provincia de Teruel, existe una comarca oficialmente llamada Maestrazgo desde 1999, pero históricamente localidades de otras comarcas del Bajo Aragón y Matarraña también formaron parte de él. La capital de esta comarca del Maestrazgo es Cantavieja.

### Mancomunidad del Maestrazgo
En 1972 se creó la Mancomunidad Turística del Maestrazgo englobando a 57 municipios de las provincias de Teruel y Castellón.
| Provincia              | Comarcas                                                  | Municipios |
| ---------------------- | --------------------------------------------------------- | --- |
| Provincia de Castellón | Bajo Maestrazgo, Alto Maestrazgo y Los Puertos de Morella | Albocácer, Atzeneta del Maestrat, Ares del Maestre, Benasal, Castellfort, Catí, Cinctorres, Culla, Forcall, Herbés, Puebla de Benifasar, Salsadella, Morella, Olocau del Rey, Palanques, Portell de Morella, San Mateo, Tírig, Todolella, Vallibona, Villafranca del Cid, Villahermosa del Río, Villores, Vistabella del Maestrazgo y Zorita del Maestrazgo. |
| Provincia de Teruel    | Maestrazgo, Bajo Aragón, Matarraña                        | Aguaviva, Alcañiz, Alcorisa, Allepuz,Beceite, Bordón, Calaceite, Cañada de Benatanduz, Cantavieja, Castellote, Cuevas de Cañart, Cretas, Fortanete, Fuentespalda, Galve, La Cuba, La Fresneda, La Ginebrosa, La Iglesuela del Cid, La Portellada, Las Parras de Castellote, Lledó, Mas de las Matas, Mirambel, Miravete de la Sierra, Molinos, Monroyo, Mosqueruela, Peñarroya de Tastavins, Pitarque, Puertomingalvo, Ráfales, Tronchón, Valderrobres, Villarluengo y Villarroya de los Pinares. |

El 22 de febrero de 2012 las diputaciones de Castellón y Teruel disolvieron, cuarenta años después de su creación, la Mancomunidad Turística del Maestrazgo.

## Instituciones y organizaciones
En el año 2002 se crea ADEMA, la Asociación para el Desarrollo del Maestrazgo, entidad sin ánimo de lucro con el objetivo de desarrollar de manera sostenible e integral la zona, formada por los dieciséis municipios que componen la comarca del Maestrazgo en Teruel.

## Historia

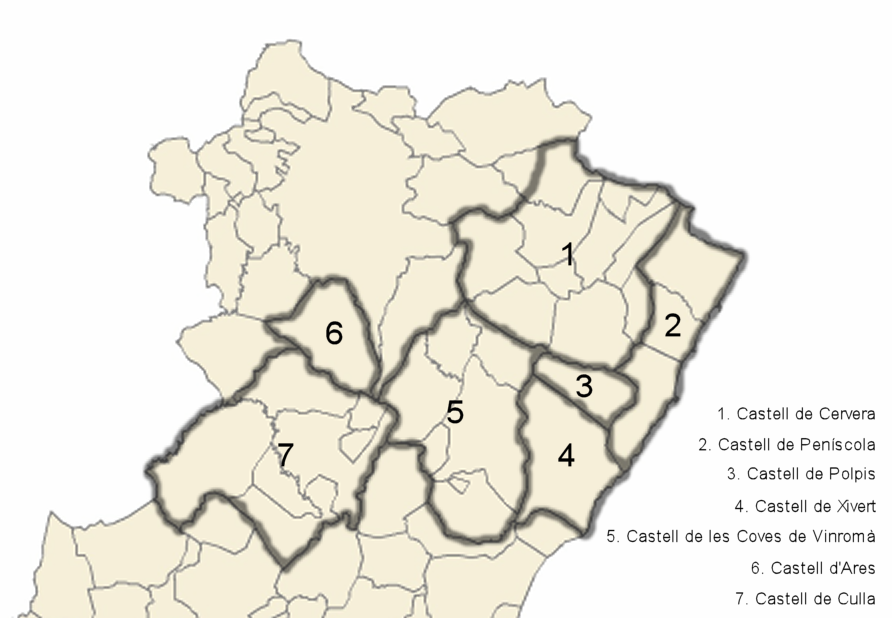
Dominios de los castillos del Maestrazgo histórico

Durante la Primera Guerra Carlista el Maestrazgo fue uno de los principales bastiones del carlismo. El general Cabrera, apodado "El tigre del Maestrazgo", logró numerosas victorias sobre las tropas del gobierno liberal isabelino. En 1838, durante las Guerras Carlistas, se creó la Comandancia General del Maestrazgo como distrito militar.
En mayo de 1938, durante la guerra civil española, la zona sufrió un bombardeo de la Legión Cóndor con aviones Junkers Ju-87 "Stuka" cargados con bombas de 500 kg que causaron 38 víctimas mortales civiles y destrozaron los pueblos de Benasal, Albocácer, Ares del Maestre y Villar de Canes.
En 2005 se creó el geoparque del Parque Cultural del Maestrazgo, en torno al río Guadalope y sus afluentes. Lo integran 43 municipios de Teruel.